# Непомилуев, Владимир Владимирович
Владимир Владимирович Непомилуев (25 февраля 1941, СССР — 31 мая 2022) — советский футболист, защитник. Мастер спорта СССР.

## Биография
Карьеру начал в костромском «Спартаке» в 1960 году — 2 зона класса «Б». В 1962 году перешёл в ленинградский «Зенит», за который провёл 6 сезонов. Был отчислен из команды после 1967 года, когда «Зенит» занял последнее место.
1968—1969 годы провёл в московском «Торпедо», в составе которого в 1968 году стал бронзовым призёром чемпионата СССР и обладателем Кубка СССР. Затем играл за николаевский «Судостроитель» (1970), карьеру окончил в родном «Спартаке» (1971—1972).

## Достижения
- Чемпионат СССР:

Бронзовый призёр (1968)
- Обладатель Кубка СССР: 1968